# ولاية المضيبي
ولاية المضيبي هي إحدى ولايات المنطقة الشرقية وبالتحديد شمال الشرقية في سلطنة عمان. تجاورها من الشمال ولايات بدبد وسمائل التابعتان للمنطقة الداخلية. وإبراء والقابل التابعتان للمنطقة الشرقية. وجنوبها ولاية سناو، وشرقاً ولايات بدية وجعلان بني بو حسن وجعلان بني بو علي، وغرباً ولايتا إزكي وأدم التابعتان للمنطقة الداخلية. ويصل عدد قراها إلى حوالي 90 قرية، يسكنها حوالي 69 ألفا و377 نسمة. ويعود تاريخها إلى آلاف السنين وفق ما أظهرته الحفريات والمكتشفات الأثرية بنيابة سمد الشأن.

## المعالم الأثرية والتاريخية
من معالم ولاية المضيبي الأثرية ومسجد جامع سنا والعريقة الذي بني في عهد الإمام اليعربي سيف بن سلطان وفي نيابة سناو أيضا العديد من الأبراج الأثرية والأسواق الشعبية القديمة بل وجد في هذه المدينة قطع أثرية تعود إلى أحقاب زمنية عددة منها في العصور الإسلامية وغيرها هذا ما جاء في كتاب مشروع طريق الرجاء الصالح قلعة الجوابر في بلدة الروضة، وبيت الخبيب الذي بناه السيد سعيد بن خلفان البوسعيدي وحصن خزام الذي بناه النباهنة والذي يعود تاريخه 700 سنة في نيابة سمد الشأن. وحصن العقير، وقلعة الأخضر التي بناها السيد عبد الله بن محمد البوسعيدي الوالي الأكبر وأخيه خلفان وكيل الإمام أحمد بن سعيد، وقد أشار الشاعر أبو الوليد سعود بن حميد آل خليفين في أبياته لسادة البوسعيدي ومنهم السيد خالد بن يوسف البوسعيدي الذين قطنوا بلدة الأخضر بقوله:
عند التقائها مع ولاية إبراء يقع برج وريد. ومن المعالم الأثرية أيضاً بيوت المطاوعة. ومن أبرز مساجدها الصوار بالمضيبي، ومسجد الجامع بسمد الشأن. ومن أبرز معالم المضيبي قرية الفتح التي بها معالم القرية التراثية المهجورة «ملاح» واشتهرت بقلعتها وبناياتها الأثرية ومعالمها البنيانية.

## المعالم السياحية
تتعدد المعالم السياحية في ولاية المضيبي ما بين العيون الطبيعية والأفلاج والكهوف والمنتزهات الحديثة. فمن أهم العيون الولاية عين الحريد، والتي كانت تكسب شهرتها من طبيعة مياهها المستخدمة في الاستشفاء من بعض الأمراض المعدية. ومن أهم الأفلاج بها: الفرسخي – بومنين، إضافة إلى مجموعة من الأفلاج الأخرى. كما تنتشر الكهوف في كل من جبال الروضة وجبل مدر. أما المنتزهات الحديثة، فأحدها بمنطقة الغشعية بوادي عندام. والأخر في كل من بلدة السهيلي، وواي دقيق، ووادي ضعاضع. ومن أهم الأودية التي توجد في ولاية المضيبي وادي عندام ومن قراه العلياء، الحباط، محلياء، الغريين والخضراء بني دفاع وكذلك منطقة الدقيق التي تقع بين قرية لزق والميسر وبها وادي سمي باسم المنطقة.

## الصناعات التقليدية
في الولاية مجموعة من الحرف والصناعات والفنون التقليدية. حيث تعتبر الزراعة الحرفة الأولى التي يمارسها السكان، ومن أشهر الزراعات: النخيل – الليمون – البرسيم – الخضروات وكذلك تنتشر بها حرفة الرعي وتربية الإبل. ومن الصناعات: الغزل والنسيج – السعفيات – القفر والسميم – أدوات الزراعة – صناعة الحلوى العمانية وصناعة الحصر.

## الخدمات الحكومية
كان لولاية المضيبي نصيب من العطاء الوفير الذي شهدته الولايات العمانية منذ ولاية جلالة السلطان قابوس. فعلى صعيد الرعاية الصحية يوجد مستشفيان أحدهما في نيابة سناو والآخر في نيابة سمد الشأن، إضافة إلى أربعة مراكز صحية، ومركزين للصحة العامة أحدهما في سناو والآخر في سمد الشأن، ومركزين أخرى ن لمكافحة الملاريا. إضافة إلى ذلك، تتعدد المكاتب الحكومية العاملة على تسهيل وصول كافة الخدمات الضرورية لمواطني الولاية أينما كانوا. فهناك كل من خدمات: البلدية – الزراعة – الإسكان – الكهرباء – التربية والتعليم – الصحة – المياه – البريد – الشؤون الاجتماعية – المحاكم وغيرها من الخدمات.

## قرى ولاية المضيبي
قرية الزيدي أقدم قرية في ولاية المضيبي
وكانت تلقب بعاصمة الحبوس يوجد بها العديد من المباني الأثرية والمساجد
(بيت الهيامين البيت العود، وبيت الغساسنة
، وجامع الهيامين وتعتبر هذي الأثار من مئات السنين وكان يقطنها قبيلة الهيماني والغساني...

## قرية السديرة
وهي من أقدم القرى في ولاية المضيبي يسكنها الهواشم وتبعد عن الولاية بحوالي13 كيلو.
حيث سميت بالسديرة نسبتا إلى فلج سدران وتتميز بأراضيها الخضراء واهلها الاوفياء وتتميز بمواقعها الاثريه القديمه وبعاداتهم الاصيله.
وذكرها ابي مسلم البهلاني في قصيدة النونيه قائلا:
ودع وراءك ان غربت أخشبة*تجري المجرة فيها وهي سدران.
وهي قرية كبيرة المساحة يسكنها الحضر والبدو وتشتهر بقوة العلاقة الحميمه التي تجمع اهلها.

### قرية برزمان
هي إحدى قرى ولاية المضيبي وهي تابعة لنيابة سناو التي تعتبر مركز ولاية المضيبي. تعتبر هذه القرية من القرى ذات التاريخ القديم في الولاية.

### قرية الزاهب
تبعد عن مركز الولاية حوالي 3 كيلومترات وهي تقع جنوب مركز الولاية ويوجد بها العديد من المعالم الأثريه ومنها البيت العود للمطاوقه والبيت العود للبراونه ومسجد الدرع الذي يوجد في وسط المزارع وتقع بالقرب من قرية الشارق.

## قرية الرده
هي من أقدم القرى في الولاية وكانت تسمى صنعاء ويوجد بها آثار ومعالم تاريخية (قلعة الردة - البيت العود (بيت البراونة) - مسجد الشيخ سيف بن ناصر بن عامر الجابري يسمى بالمسجد الوسطي - السدرة -مجالس قديمة تعود ما قبل مئات السنين) وتبعد عن مركز الولاية 8 كم ويعتبر فلج قرية الرده من أفضل الإفلاج في ولاية المضيبي.......

## وصلات خارجية ومصادر
- رابط بالمعلومات التفصيلية للمنطقة الشرقية